# Aoujeft (departement)
Aoujeft är ett departement i Mauretanien.   Det ligger i regionen Adrar, i den centrala delen av landet, 300 km öster om huvudstaden Nouakchott.